# Kalmia buxifolia
Espèce
Kalmia buxifolia est une espèce de plantes à fleurs de la famille des Ericaceae. Elle est originaire du centre du littoral atlantique et du Sud-Est des États-Unis. Elle est parfois appelée Leiophyllum buxifolium, le seul membre du genre monotypique Leiophyllum mais une analyse génétique soutient son inclusion dans le genre Kalmia.

## Description

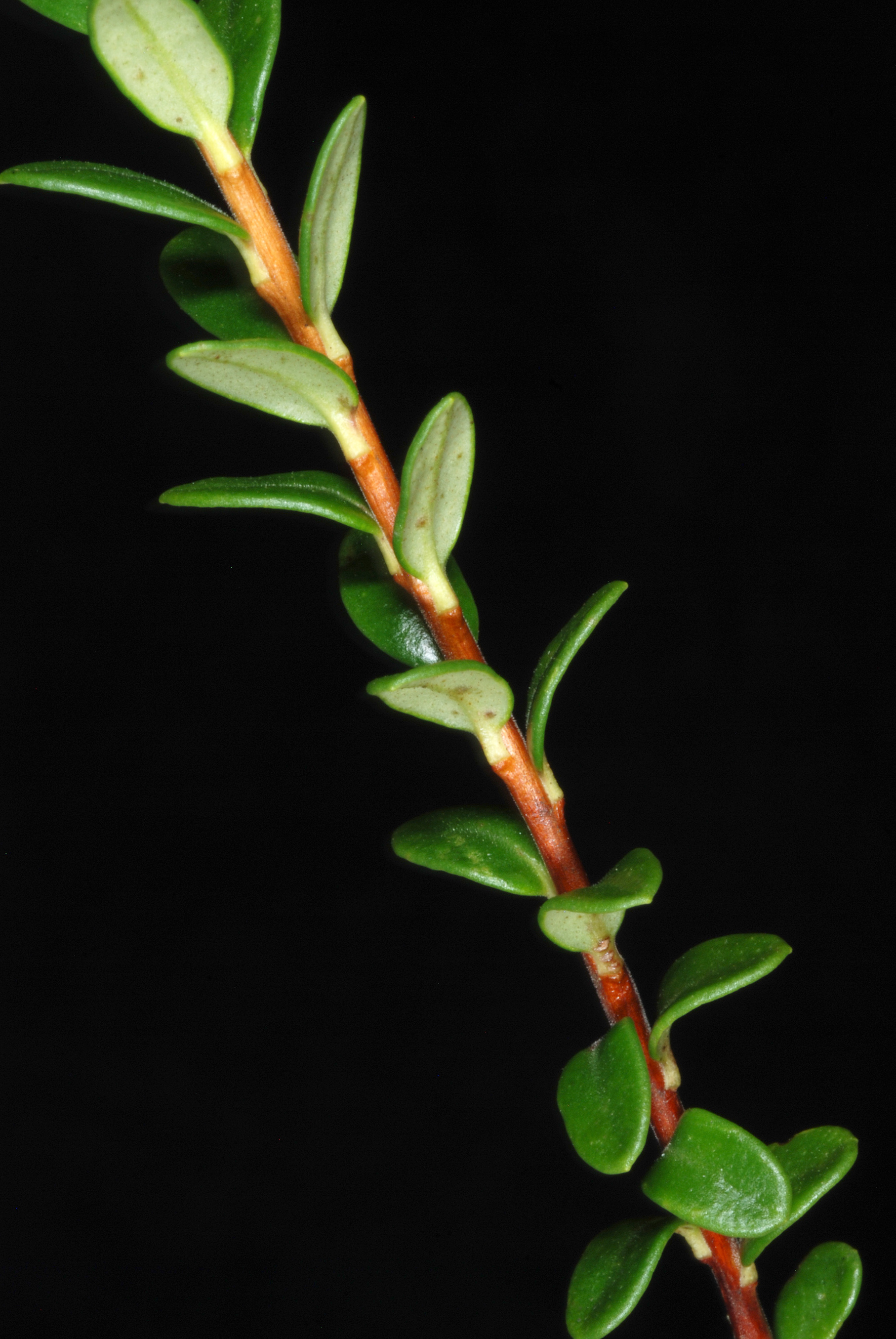
Feuilles ressemblant à celles du buis.

Cette espèce a un aspect très variable C'est un arbuste de dix centimètres à un mètre de hauteur. Les feuilles peuvent être disposées en alternance ou en opposition sur les tiges. Elles sont ovales à lancéolées et mesurent jusqu'à 1,4 cm de long. L'inflorescence est un racème ou une ombelle comportant jusqu'à 18 fleurs aux pétales blancs ou rose pâle. Le fruit est une capsule de quelques millimètres de long.

## Habitat et répartition
Cette espèce pousse dans divers types d'habitats dans son aire de répartition fragmentée, y compris des plaines sablonneuses dans les îles Carolines et des bois de montagne rocailleux. Elle est connue dans les Pine Barrens (en) du New Jersey, la plaine côtière atlantique des Carolines, et le Sud-Est des Blue Ridge Mountains.

## Divers
L'espèce et le cultivar 'Maryfield' ont reçu le Royal Horticultural Society's Award of Garden Merit.

## Systématique
Le nom correct complet (avec auteur) de ce taxon est Kalmia buxifolia (P.J.Bergius) Gift (d) & Kron (d).
L'espèce a été initialement classée dans le genre Ledum sous le basionyme Ledum buxifolium P.J.Bergius.
Cette plante porte le nom vernaculaire anglais de Sandmyrtle (parfois orthographié Sand-myrtle).
Kalmia buxifolia a pour synonymes :
- Ammyrsine buxifolia (P.J.Bergius) Pursh
- Ammyrsine lyoni Sweet
- Ammyrsine prostrata Sw.
- Ammyrsine prostrata Sw. ex Steud.
- Ammyrsine thymifolia (Lam.) Forbes
- Dendrium buxifolium var. hugeri (Small) H.F.Copel.
- Dendrium buxifolium var. prostratum (Loudon) Ashe
- Dendrium buxifolium (P.J.Bergius) Desv.
- Dendrium hugeri Small
- Dendrium lyonii (Sweet) Small
- Dendrium prostratum (Loudon) Small
- Fischera buxifolia (P.J.Bergius) Sw.
- Ledum buxifolium P.J.Bergius
- Ledum serpyllifolium L'Hér.
- Ledum serpyllifolium L'Hér. ex DC.
- Ledum thymifolium Lam.
- Leiophyllum buxifolium var. buxifolium
- Leiophyllum buxifolium var. hugeri (Small) C.K.Schneid.
- Leiophyllum buxifolium var. prostratum (Loudon) A.Gray
- Leiophyllum buxifolium var. typicum C.K.Schneid.
- Leiophyllum buxifolium (P.J.Bergius) Elliott
- Leiophyllum hugeri (Hort.) Bergmans
- Leiophyllum hugeri (Small) K.Schum.
- Leiophyllum lyonii Sweet
- Leiophyllum prostratum Loudon
- Leiophyllum pyroliflorum Dippel
- Leiophyllum thymifolium (Lam.) Steud.

### Étymologie
Son épithète spécifique, buxifolia, du latin buxus, « le buis », et folia, « feuille », soit « à feuilles de buis » et fait référence à la ressemblance de son feuillage avec ceux des espèces du genre Buxus'.